# 平岡康裕
平岡 康裕（ひらおか やすひろ、1986年5月23日 - ）は、静岡県富士宮市出身の元プロサッカー選手。ポジションはディフェンダー、ミッドフィールダー（ボランチ）。

## 来歴
小学校二年生時にサッカーを始める。当初はFWとしてプレーしていたが、中学生になり西富士フットボールクラブに所属していた際にMFに転向した。クラブチームに所属していた為学校の部活は野球部に所属していた。中学卒業後はサッカー強豪校である清水商業高校へ進学し、同校でDFに転向した。入学当初はプロへの意識は低く、練習の厳しさから約2週間部の練習に参加しなかったこともあったが、2年生になった2003年は静岡県選抜に選ばれ、国体ベスト4に貢献した。同年には全国高校サッカー選手権静岡県大会にも出場し、ベスト4に入った。2004年も再び静岡県選抜に選ばれ、主将としてチームを牽引し、チームを国体優勝へ導いた。また2003年からは2年連続で高校選手権県大会ベストイレブンに選ばれ、2004年にはU-18日本代表にも招集されている。こうした活躍が認められ2005年に清水エスパルスへの入団が決定した。
プロ初年度は出場機会がなかったが、プロデビューを飾った2006年からは再び世代別代表に招集され始め、2007年に行われたカタール遠征ではセンターバックの中央として奮闘し、UAE戦では得点も挙げるなど活躍した。しかしクラブでは岩下敬輔やA代表招集歴もある青山直晃の活躍もありポジションに定着することができず、世代別代表にも招集されなくなってしまった。2008年は出場機会を求めてコンサドーレ札幌へ期限付き移籍し、シーズン終了後に清水に復帰した。2010年シーズンからセンターバックで起用される機会が増えている。監督がアフシン・ゴトビに交代した2011年シーズンはボランチでも起用された。2014年シーズンはリーグ戦34試合にフルタイム出場し、自身初のフェアプレー個人賞を獲得した。2015年シーズンは怪我の影響もありリーグ戦18試合の出場にとどまった。
2016年、ベガルタ仙台へ期限付き移籍。翌2017年、仙台に完全移籍した。7年間仙台で守備の要として貢献したが、2022年シーズン終了後に契約満了となった。
2023年、愛媛FCに移籍。同年12月5日、現役引退を発表した。

## 所属クラブ
- 富士宮市立富士根北小学校
- 西富士フットボールクラブ（富士宮市立富士根北中学校）
- 静岡市立清水商業高等学校
- 2005年 - 2016年  清水エスパルス
  - 2008年  コンサドーレ札幌（期限付き移籍）
  - 2016年  ベガルタ仙台（期限付き移籍）
- 2017年 - 2022年  ベガルタ仙台
- 2023年   愛媛FC

## 個人成績
| 国内大会個人成績 | 国内大会個人成績 | 国内大会個人成績 | 国内大会個人成績 | 国内大会個人成績 | 国内大会個人成績 | 国内大会個人成績 | 国内大会個人成績 | 国内大会個人成績 | 国内大会個人成績 | 国内大会個人成績 | 国内大会個人成績 |
| 年度             | クラブ           | 背番号           | リーグ           | リーグ戦         | リーグ戦         | リーグ杯         | リーグ杯         | オープン杯       | オープン杯       | 期間通算         | 期間通算         |
| 年度             | クラブ           | 背番号           | リーグ           | 出場             | 得点             | 出場             | 得点             | 出場             | 得点             | 出場             | 得点             |
| 日本             | 日本             | 日本             | 日本             | リーグ戦         | リーグ戦         | リーグ杯         | リーグ杯         | 天皇杯           | 天皇杯           | 期間通算         | 期間通算         |
| ---------------- | ---------------- | ---------------- | ---------------- | ---------------- | ---------------- | ---------------- | ---------------- | ---------------- | ---------------- | ---------------- | ---------------- |
| 2005             | 清水             | 24               | J1               | 0                | 0                | 0                | 0                | 0                | 0                | 0                | 0                |
| 2006             | 清水             | 24               | J1               | 4                | 0                | 4                | 0                | 1                | 0                | 9                | 0                |
| 2007             | 清水             | 24               | J1               | 3                | 0                | 4                | 0                | 0                | 0                | 7                | 0                |
| 2008             | 札幌             | 21               | J1               | 14               | 0                | 3                | 1                | 0                | 0                | 17               | 1                |
| 2009             | 清水             | 26               | J1               | 3                | 0                | 2                | 0                | 5                | 0                | 10               | 0                |
| 2010             | 清水             | 26               | J1               | 27               | 2                | 9                | 1                | 1                | 0                | 37               | 3                |
| 2011             | 清水             | 3                | J1               | 24               | 0                | 3                | 0                | 4                | 0                | 31               | 0                |
| 2012             | 清水             | 3                | J1               | 28               | 0                | 10               | 1                | 2                | 0                | 40               | 1                |
| 2013             | 清水             | 3                | J1               | 30               | 5                | 4                | 1                | 3                | 0                | 37               | 6                |
| 2014             | 清水             | 3                | J1               | 34               | 5                | 6                | 0                | 4                | 0                | 44               | 5                |
| 2015             | 清水             | 3                | J1               | 18               | 0                | 1                | 0                | 0                | 0                | 19               | 0                |
| 2016             | 仙台             | 13               | J1               | 28               | 0                | 5                | 0                | 1                | 0                | 34               | 0                |
| 2017             | 仙台             | 13               | J1               | 33               | 0                | 5                | 0                | 0                | 0                | 38               | 0                |
| 2018             | 仙台             | 13               | J1               | 27               | 0                | 3                | 1                | 4                | 1                | 34               | 2                |
| 2019             | 仙台             | 13               | J1               | 29               | 2                | 3                | 0                | 0                | 0                | 32               | 2                |
| 2020             | 仙台             | 13               | J1               | 28               | 1                | 1                | 0                | -                | -                | 29               | 1                |
| 2021             | 仙台             | 13               | J1               | 25               | 0                | 1                | 0                | 0                | 0                | 26               | 0                |
| 2022             | 仙台             | 13               | J2               | 30               | 1                | -                | -                | 1                | 0                | 31               | 1                |
| 2023             | 愛媛             | 23               | J3               | 7                | 0                | -                | -                | -                | -                | 7                | 0                |
| 通算             | 日本             | 日本             | J1               | 355              | 15               | 64               | 5                | 25               | 1                | 444              | 21               |
| 通算             | 日本             | 日本             | J2               | 30               | 1                | -                | -                | 1                | 0                | 31               | 1                |
| 通算             | 日本             | 日本             | J3               | 7                | 0                | -                | -                | 0                | 0                | 7                | 0                |
| 総通算           | 総通算           | 総通算           | 総通算           | 392              | 16               | 64               | 5                | 26               | 1                | 482              | 22               |

- Jリーグ初出場 - 2006年5月3日 J1第11節 セレッソ大阪戦 (日本平スタジアム)
- 公式戦初得点 - 2008年5月25日 ナビスコ杯予選リーグ第4節 ジェフユナイテッド千葉戦 (函館市千代台公園陸上競技場)
- Jリーグ初得点 - 2010年4月11日 J1第6節 ベガルタ仙台戦 (アウトソーシングスタジアム日本平)

## 代表歴
- 2004年 U-18日本代表
- 2006年 U-21日本代表
- 2007年 U-22日本代表

## タイトル

### チーム
ベガルタ仙台
- 天皇杯 JFA 全日本サッカー選手権大会：準優勝（2018年）

愛媛FC
- J3リーグ：1回（2023年）

### 個人
- Jリーグフェアプレー個人賞：1回（2014年）